# 美國陸軍第24步兵師
第24步兵師（英語：24th Infantry Division）是美國陸軍的師級部隊，曾參與第二次世界大戰、韓戰、波斯灣戰爭，2006年10月解編。